# Qieding
Qieding (chiń. upr. 茄萣区; chiń. trad. 茄萣區; pinyin Qiédìng qū; Wade-Giles Ch’ieh-ting ch’ü) – dzielnica (chiń. 區, qū) w rejonie Gangshan miasta wydzielonego Kaohsiung na Tajwanie. 
23 czerwca 2009 komitet przy Ministrze Spraw Wewnętrznych Republiki Chińskiej zarekomendował scalenie dotychczasowego powiatu Kaohsiung (chiń. trad. 高雄縣; pinyin Gāoxióng xiàn) i miasta wydzielonego Kaohsiung (chiń. trad. 高雄直轄市; pinyin Gāoxióng zhíxiáshì) w jedno miasto wydzielone; wszystkie gminy wiejskie (chiń. 鄉, xiāng), jak Qieding, miejskie oraz miasta wchodzące w skład powiatu zostały przekształcone w dzielnice (chiń. 區, qū). Ustawa weszła w życie 25 grudnia 2010 roku.
Populacja dzielnicy Qieding w 2016 roku liczyła 30 412 mieszkańców – 14 706 kobiet i 15 706 mężczyzn. Liczba gospodarstw domowych wynosiła 10 491, co oznacza, że w jednym gospodarstwie zamieszkiwało średnio 2,9 osób.

## Demografia (2011–2016)
| Rok  | Liczba ludności | Gęstość zaludnienia | Kobiety | Mężczyźni | Gospodarstwa domowe |
| ---- | --------------- | ------------------- | ------- | --------- | ------------------- |
| 2011 | 31 008          | 1967                | 14 881  | 16 127    | 10 189              |
| 2012 | 30 999          | 1966                | 14 902  | 16 097    | 10 291              |
| 2013 | 30 868          | 1958                | 14 855  | 16 013    | 10 373              |
| 2014 | 30 690          | 1947                | 14 808  | 15 882    | 10 404              |
| 2015 | 30 551          | 1938                | 14 760  | 15 791    | 10 473              |
| 2016 | 30 412          | 1929                | 14 706  | 15 706    | 10 491              |